# 조에

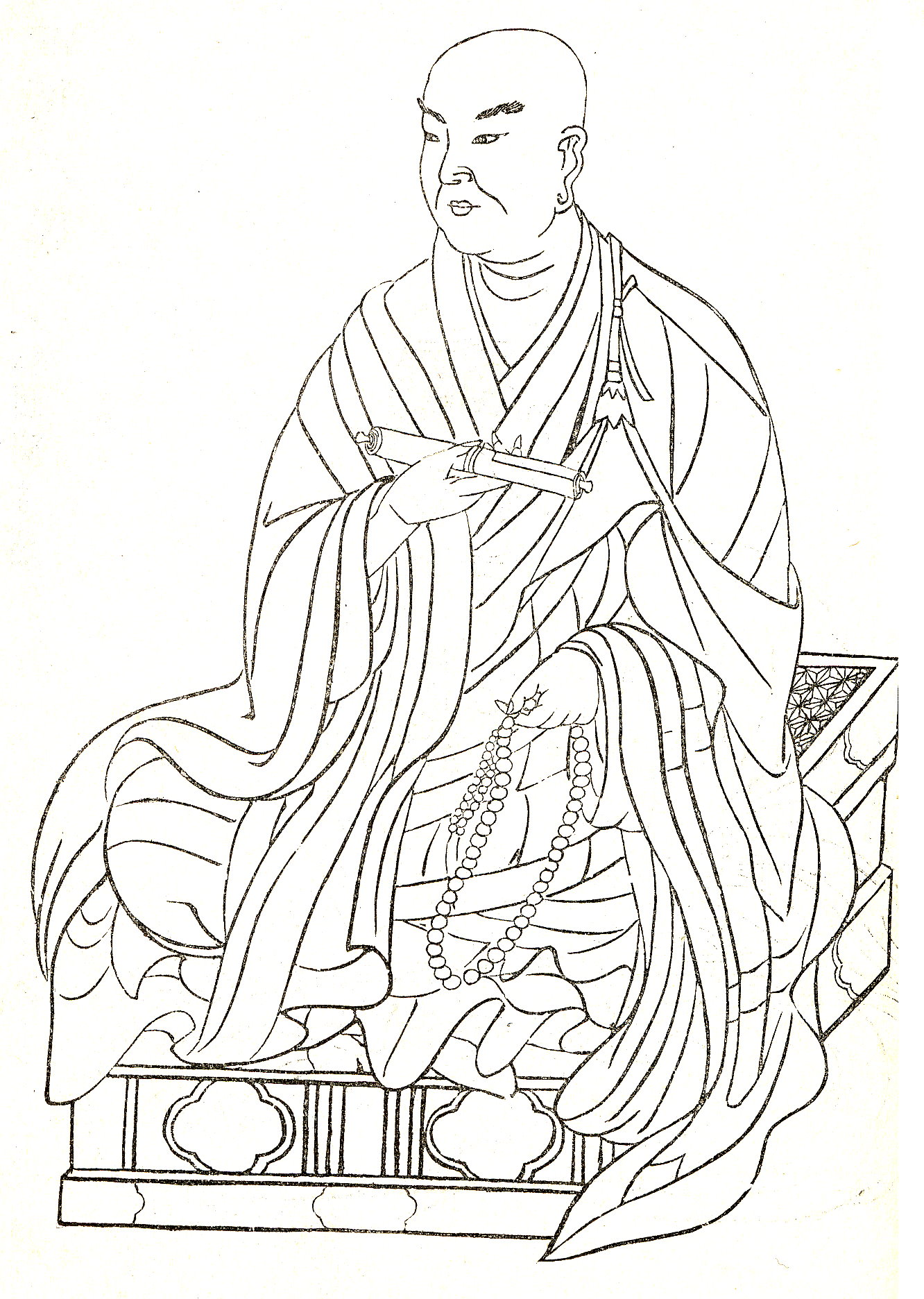
조에

조에(定恵)는 아스카 시대의 승려이다. 부친은 후지와라노 가마타리이며 속명은 나카토미노 마히토(中臣真人)였다. 동생은 후지와라노 후히토 등이 있다.

## 같이 보기
- 구와노미데라